# Чарторийськ (станція)
Чарторийськ (Чорторийськ) — проміжна залізнична станція Рівненської дирекції Львівської залізниці на неелектрифікованій лінії Сарни — Ковель між станціями Рафалівка (13 км) та Маневичі (21 км). Розташована в селі Цміни Камінь-Каширського району Волинської області.

## Історія
Станція відкрита 1902 року під час будівництва залізниці Київ — Ковель. Тривалий час вживався полонізований варіант назви Чорторийськ, що подекуди фігурує і понині у розкладах руху поїздів.

## Пасажирське сполучення
На станції зупиняються поїзди приміського та далекого сполучення.